# Брахиозаври
Брахиозаврите (Brachiosaurus), (на старогръцки: βραχιων – ръка, σαυρος – гущер) са род динозаври от подразред Sauropoda (Завроподи). Те са живели в периода на късната юра.
Биват наречени така, тъй като предните им крайници са по-дълги от задните.
Брахиозавърът е едно от най-големите животни, някога живели на земята и един от най-известните и разпознаваеми сред всички видове динозаври. Дълги години е считан за най-голямо познато на науката животно, преди да бъдат открити множество останки от гигантски титанозаври (например Argentinosaurus), които надминават брахиозаврите по размери. Открит е и още един вид динозавър Sauroposeidon, за който въз основата на открития непълен фосилен материал също се съди, че може би тежи повече от брахиозавъра.

## Описание
По скелетните възстановки от останки на брахиозаври може да се съди, че средната им дължина е 25 m, като вероятно главата може да бъде на височина около 13 m над земята. Откъслечният материал от по-големи екземпляри показва, че тези оценки могат да бъдат завишени с около 15 %. В този материал се включва един изолиран екземпляр на фибула (малък пищял) HMN XV2 с дължина 1340 mm и останките от брахиозавроподобния Scapulocoracoid, отнасян към Ultrasaurus. Правени са различни оценки за теглото на брахиозаврите: от 15 тона (Russell, 1980 г.) до 78 тона (Colbert, 1962 г.). Тези две крайни оценки обаче могат да бъдат пренебрегнати, тъй като оценката на Ръсел е базирана на алометрия на крайниците, вместо на целия телесен модел, докато оценката на Колбърт е базирана на остарял модел. Съвременните оценки се правят чрез модели, реконструирани от гледна точка на остеологията и предполагаемата телесна мускулатура, и варират в интервала между 32 тона (Paul, 1988 г.) и 37 тона (Christiansen, 1997 г.). Според тези оценки, споменатите екземпляри, които надминават средното с 15 %, биха тежали съответно 48 до 56 тона.